# Forges de la Providence
Les Forges de La Providence était une société spécialisée dans la production d'acier, basée dans la région de Charleroi, en Hainaut.
La société comptait trois sites de production : Marchienne-au-Pont en Belgique, Réhon (usine de La Providence Réhon) et Hautmont-sur-Sambre en France. Un quatrième site a existé brièvement en Ukraine, à Sartana, de 1895 à 1920.

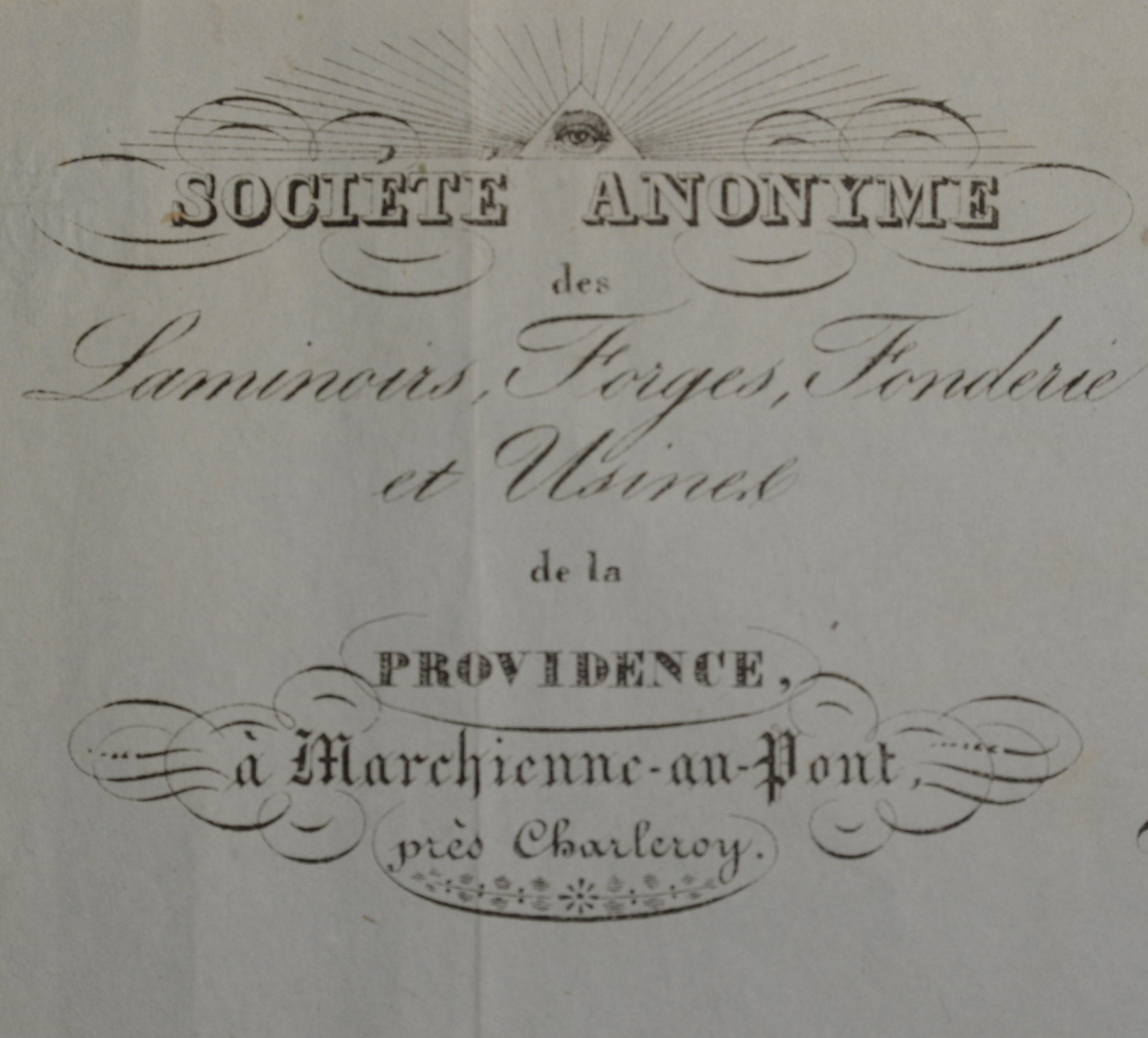
Entête utilisé en 1838 pour les lettres

Fondée en 1836, la société a été indépendante jusqu'en 1966, date à laquelle elle est rachetée par Cockerill-Ougrée, qui deviendra le groupe sidérurgique Cockerill-Sambre.
Les usines françaises ont fermé leurs portes dans les années 1980 et l'usine de Marchienne-au-Pont en 2012.

## Origine
Un tableau, dressé en 1811 par la préfecture du département de Jemmapes, signale l'existence de deux hauts-fourneaux dans la région de Charleroi. Ils sont élevés à Hourpes et à Gougnies.

## Histoire des usines

### Marchienne-au-Pont
Vers 1829, Ferdinand Puissant d'Agimont, maître de forge carolorégien, demande à l'ingénieur anglais Thomas Bonehill d'étudier les modifications à apporter au haut fourneau à bois qu'il exploite à Gougnies. Bonehill propose le déplacement des installations et l'achat d'un terrain à Marchienne-au-Pont, au lieu-dit Providence en bord de Sambre et surtout d’un site charbonnier. Ferdinand Puissant d'Agimont achète alors à Marchienne-au-Pont un terrain de 3 ha. C’est ainsi qu'est fondé en 1832 le premier laminoir de la Providence sous le nom de Forges de la Providence idéalement situé entre la Sambre et le canal Charleroi-Bruxelles.
Thomas Bonehill apporte l'expertise technique nécessaire pour la constitution de cette nouvelle usine qui contenait une fonderie, une forge et un laminoir à l'anglaise. Ensemble, Ferdinand Puissant et l’ingénieur anglais construisent de nouveaux fours à puddlage et mettent en service le laminoir dès 1832. Il s'agissait d’une des installations les plus perfectionnées et rentables du moment, capable de produire annuellement 6.500 tonnes de produits finis.
Au décès de Ferdinand Puissant en 1833, à l'âge de quarante-huit ans, sa veuve et Thomas Bonehill constitue une société en nom collectif. Quand Madame Puissant décède en 1837, laissant quatre enfants, son aîné, Edmond, n'a que vingt-quatre ans, la famille Puissant et Thomas Bonehill constituent les Société des Laminoirs, Forges, Fonderies et Usines de la Providence, dont ce dernier sera directeur avec Armand Bauchau. Les fondateurs choisissent le nom de Providence et adoptent pour emblème l’œil au centre d’un triangle rayonnant.

L'usine belge de Marchienne-au-Pont est restée active jusqu'en 2008 avant d'être fermée pour trois ans puis de reprendre brièvement son activité. En 2012, date de la fermeture définitive, l'usine comptait environ un millier d'employés.

### Hautmont

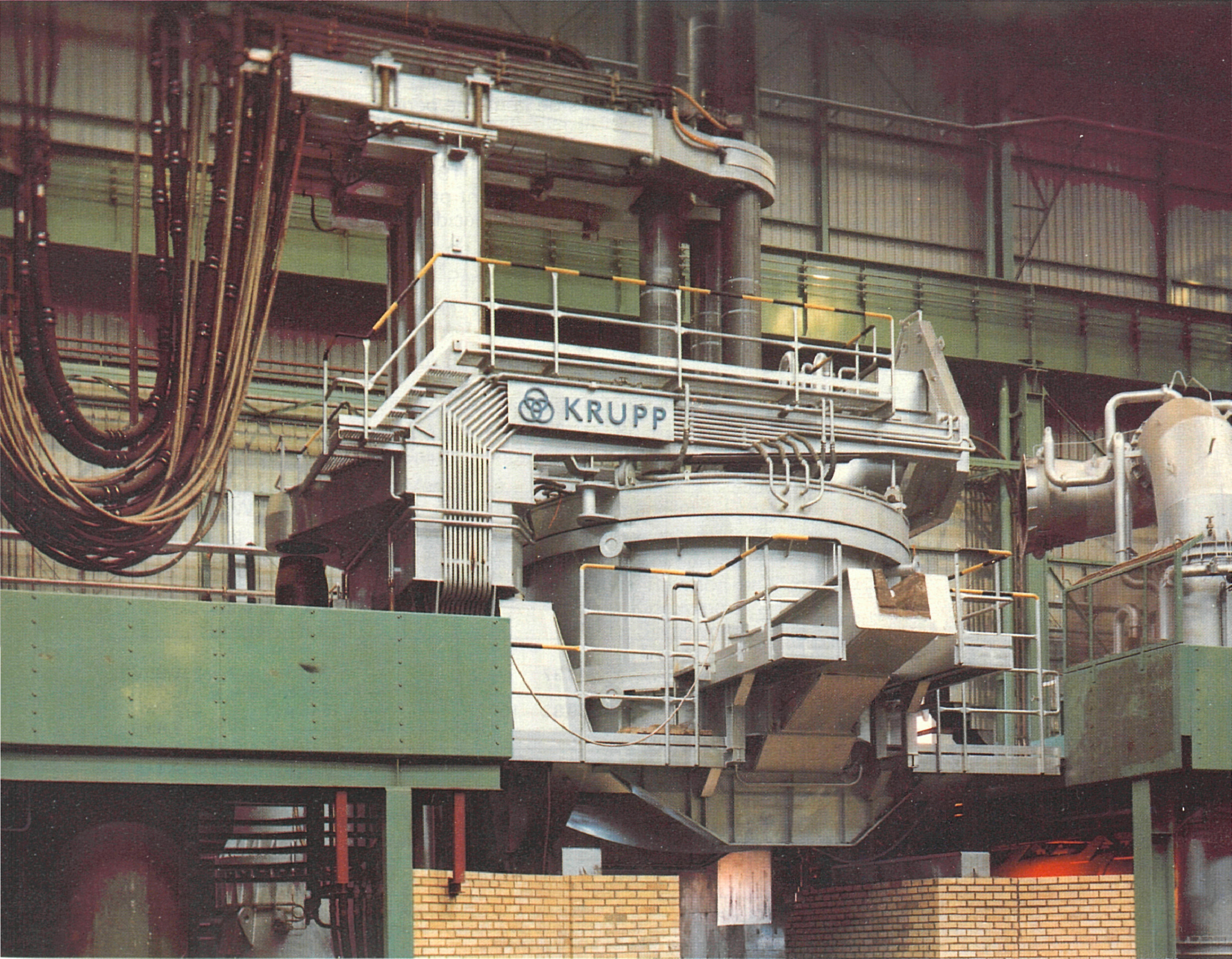
Le nouveau four à arc électrique de Hautmont en 1977.

L'usine de Hautmont est fondée en 1843 pour produire de l'acier à destination des chemins de fer et de la marine. Elle ferme définitivement en 1985.

### La Providence russe
En 1895, la direction générale s’intéresse à un pays jugé neuf industriellement, l'Empire russe. Les Réserves minières y sont importantes. La Providence réussit à obtenir des concessions dans les mines de Crimée et du Donetsk. Une société indépendante est fondée, le 28 novembre 1897, la société de La Providence Russe. Son siège est à Marchienne-au-Pont et l'usine est à Sartana. On y monte 4 batteries de fours à coke, 4 hauts fourneaux de 370 m3, 1 aciérie Thomas, 1 aciérie Siemens, des laminoirs, 1 fonderie , des ateliers et magasins, 1 moulin à phosphate, 1 fabrique de briques à Laitier. Pendant l'exercice 1914-1914, 3 300 ouvriers y sont occupés 12 h/j et produisent 162 000 tonnes de fonte. Les cadres sont français ou belges ; l’un d’entre eux, M. Cornet, a sous ses ordres un certain ouvrier du nom de Nikita Khrouchtchev.
En 1920, l’usine s’arrête définitivement, ruinée par la première Guerre mondiale et la révolution russe.

## Chronologie
- 1836 : Providence,
- 1966 : Cockerill-Ougrée Providence,
- 1970 : Cockerill-Ougrée Providence et Espérance-Longdoz,
- 1979 : Cockerill,
- 1981 : Cockerill-Sambre (fusion des deux bassins sidérurgiques),
- 1987 : Groupe Cockerill-Sambre,
- 1999 : Cockerill-Sambre Groupe Usinor (Usinor rachète le groupe Cockerill-Sambre à la région wallonne),
- 2001 : Carsid (groupe Duferco).